# Eric Carlsén
Eric Carlsén (ur. 16 czerwca 1982 w Sundsvall) – szwedzki curler, syn Dana, brat Nilsa, bratanek Pera. W curling zaczął grać w 1996. Obecnie jest zawodnikiem Sundsvalls CK. Jest zawodowym pokerzystą. 
5 razy reprezentował Szwecję na imprezach rangi światowej (3 razy na mistrzostwach świata juniorów oraz 2 raz na mistrzostwach świata). W 2001 drużyna pod jego przewodnictwem zajęła 5. miejsce na MŚ Juniorów, w dwóch następnych latach zdobywał na tych zawodach srebrne medale. Niespodziewanie wygrał mistrzostwa Szwecji w 2005, co równało się z reprezentowaniem kraju na Mistrzostwach Świata, ostatecznie zajął tam 9. pozycję.
W 2008 jako drugi w drużynie Niklasa Edina wygrał mistrzostwa Szwecji mikstów i rywalizował w mistrzostwach Europy. Szwecja wygrała Round-Robin w swojej grupie, następnie po przegranej z Niemcami trafili do małego finału. Drużyna pokonała tam Rosję 6:4 i zdobyła brązowy medal. Uczestniczył w Mistrzostwach Świata 2010, Szwecja z bilansem 4-7 zajęła 8. miejsce. 

## Drużyna
|           | Czwarty            | Trzeci           | Drugi             | Otwierający      |
| --------- | ------------------ | ---------------- | ----------------- | ---------------- |
| 2010/2011 | Nils Carlsén       | Eric Carlsén     | Rickard Hallström | Oskar Sjöström   |
| 2010/2011 | Per Carlsén        | Nils Carlsén     | Eric Carlsén      | Tommy Olin       |
| 2009/2010 | Per Carlsén        | Nils Carlsén     | Eric Carlsén      | Niklas Berggren  |
| 2008/2009 | Per Carlsén        | Mikael Norberg   | Eric Carlsén      | Dan Carlsén      |
| 2007/2008 | Per Carlsén        | Mikael Norberg   | Eric Carlsén      | Niklas Berggren  |
| 2006/2007 | Anders Hammarström | Eric Carlsén     | Erik Westling     | Oskar Sjöström   |
| 2004/2006 | Eric Carlsén       | Andreas Prytz    | Daniel Prytz      | Patric Håkansson |
| 2003/2004 | Marcus Feldt       | Sven Olsson      | Eric Carlsén      | Stefan Göransson |
| 2001/2003 | Carl-Axel Dahlin   | Eric Carlsén     | Nils Carlsén      | Emanuel Allberg  |
| 2000/2001 | Carl-Axel Dahlin   | Eric Carlsén     | Emanuel Allberg   | Nils Carlsén     |
| 1996/2000 | Eric Carlsén       | Carl-Axel Dahlin | Emanuel Allberg   | Nils Carlsén     |

Drużyny mikstowe
|           | Czwarty/-a     | Trzeci/-a                    | Drugi/-a     | Otwierający/-a  |
| --------- | -------------- | ---------------------------- | ------------ | --------------- |
| 2008/2009 | Oskar Sjöström | Maria Wennerström            | Eric Carlsén | Maria Prytz     |
| 2007/2008 | Niklas Edin    | Sabina Kraupp Anette Norberg | Eric Carlsén | Anna Hasselborg |